# 대구시 서구
대구시 서구는 대한민국의 옛 국회의원 선거구이다. 당시 경상북도 대구시 서구 지역을 관할했다.

## 역사
제8대 국회의원 선거를 앞두고 대구시 북구·서구에서 서구 지역이 단독 선거구를 이루게 되면서 신설되었다.
제9대 국회의원 선거를 앞두고 대구시 중구, 대구시 북구와 함께 대구시 중구·서구·북구 선거구를 이루게 되면서 폐지되었다.

## 역대 국회의원
| 선거   | 정당 | 정당   | 의원   |
| ------ | ---- | ------ | ------ |
| 1971년 |      | 신민당 | 조일환 |

## 역대 선거 결과

### 대한민국 제8대 국회의원 선거
|  | 50.73% |

|  | 48.03% |

|  | 0.62% |

|  | 0.60% |